# Sous-région de Kuopio
La sous-région de Kuopio (finnois : Kuopion seutukunta) est une sous-région de Savonie du Nord en Finlande. 
Au niveau 1 (LAU 1) des unités administratives locales définies par l'Union européenne elle porte le numéro 112.

## Municipalités
La sous-région de Kuopio est composée des municipalités suivantes :
| Blason               | Municipalité               |
| -------------------- | -------------------------- |
| Kuopion vaakuna      | Kuopio (ville)             |
| Siilinjärven vaakuna | Siilinjärvi (municipalité) |

## Population
Depuis 1980, l'évolution démographique de la sous-région de Kuopio est la suivante,:
| Année      | 1980    | 1985    | 1990    | 1995    | 2000    | 2005    | 2010    | 2015    |
| ---------- | ------- | ------- | ------- | ------- | ------- | ------- | ------- | ------- |
| population | 114 855 | 119 627 | 123 424 | 127 503 | 128 632 | 130 479 | 133 346 | 138 715 |

## Politique
Les résultats de l'élection présidentielle finlandaise de 2018:
- Sauli Niinistö   65.3%
- Pekka Haavisto   11.1%
- Laura Huhtasaari   6.4%
- Paavo Väyrynen   6.2%
- Matti Vanhanen   5.0%
- Tuula Haatainen   3.0%
- Merja Kyllönen   2.7%
- Nils Torvalds   0.5%